# Lou Tellegen
Lou Tellegen ou Lou-Tellegen, de son vrai nom Isidor Louis Bernard Edmon van Dommelen, est un acteur, réalisateur et scénariste néerlandais né le 26 novembre 1883 à Sint-Oedenrode dans le Brabant-Septentrional (Pays-Bas). Atteint d'un cancer incurable, il se suicide à l'aide d'une paire de ciseaux le 29 octobre 1934 à Los Angeles en Californie (États-Unis).
Il est le père de l’actrice Jane Farrar.

## Biographie
Après une liaison de quelques années avec Sarah Bernhardt, Lou Tellegen a été marié quatre fois, à :
- Jeanne de Brouckère, sculptrice : marié en 1903, divorcé en 1905 ;
- Geraldine Farrar 	: marié le 8 février 1916, divorcé en 1920, d'où une fille : Jane (1917-1979) ;
- Nina Romano : marié le 17 décembre 1923, divorcé en 1928 ;
- Ève Casanova : marié en 1930, divorcé en 1932.

## Filmographie

### Scénariste
- 1920 : Blind Youth : [Qui ?]

### Réalisateur

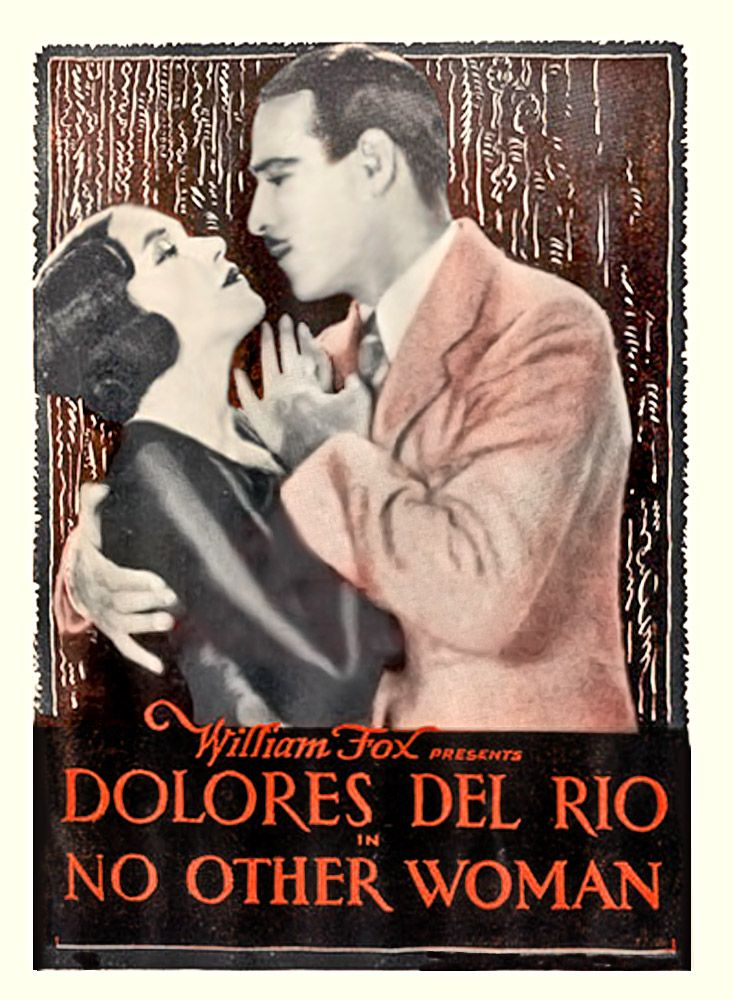
Affiche de ' (No Other Woman) (1928).

- 1917 : What Money Can't Buy
- 1918 : The Things We Love
- 1928 : Le château de sable (en) (No Other Woman)
- 1930 : Óneiro tou glyptoú

### Acteur
- 1912 : Les Amours de la reine Élisabeth ou La Reine Élisabeth (Queen Elizabeth) d'Henri Desfontaines, Louis Mercanton et Gaston Roudès : Robert Devereux
- 1912 : La Dame aux camélias d'André Calmettes et Henri Pouctal : Armand Duval
- 1913 : Adrienne Lecouvreur d'Henri Desfontaines et Louis Mercanton
- 1915 : The Unknown : Richard Farquhar
- 1915 : The Explorer (en) de George Melford : Alec McKenzie
- 1916 : The Victoria Cross : Major Ralph Seton
- 1916 : The Victory of Conscience : Louis, Comte De Tavannes
- 1917 : The Long Trail de Howell Hansel : André Dubois
- 1917 : The Black Wolf : The Black Wolf
- 1919 : The Flame of the Desert : Sheik Essad
- 1919 : Une idylle dans la tourmente (The World and Its Woman) (The Golden Song) de Frank Lloyd : Prince Michael Orbeliana
- 1920 : The Woman and the Puppet : Don Matéo
- 1924 : Greater Than Marriage : John Masters
- 1924 : Those Who Judge : John Dawson
- 1924 : The Breath of Scandal : Charles Hale
- 1924 : Les Solitaires (Single Wives) de George Archainbaud : Martin Prayle
- 1924 : Between Friends : David Drene
- 1924 : Let Not Man Put Asunder : Dick Lechmere
- 1925 : Borrowed Finery d'Oscar Apfel : Harlan
- 1925 : East Lynne : Sir Francis Levisn
- 1925 : With This Ring (en) : Rufus Van Buren
- 1925 : Parisian Love : Pierre Marcel
- 1925 : The Sporting Chance d'Oscar Apfel : Darrell Thornton
- 1925 : After Business Hours : John King
- 1925 : Nuits parisiennes (Parisian Nights) d'Alfred Santell : Jean
- 1925 : The Verdict : Victor Ronsard
- 1925 : Fair Play : Bruce Elliot
- 1925 : The Redeeming Sin : Lupin
- 1926 : Womanpower : The Broker
- 1926 : Bad Men : Shérif Layne Hunter
- 1926 : The Silver Treasurev : Solito, le bandit
- 1926 : Sibérie (Siberia) : Egor Kaplan
- 1926 : Le Prince Gipsy (The Outsider), de Rowland V. Lee : Anton Ragatzy
- 1927 : Stage Madness : Pierre Doumier
- 1927 : Married Alive : James Duxbury
- 1927 : The Little Firebrand : Harley Norcross
- 1927 : The Princess from Hoboken (en) d'Allan Dale : Prince Anton Balakrieff
- 1931 : Enemies of the Law : Eddie Swan
- 1935 : Together We Live : Bischofsky

## Théâtre
- 1908 : La Fille de Pilate de René Fauchois, Théâtre des Arts